# Rose Selfridge
 (juillet 2016).
Rose Amelia Selfridge, née Buckingham le 5 juillet 1860 à Chicago (Illinois) et morte le 12 mai 1918 à Highcliffe (Angleterre), était l'épouse du magnat du magasin Harry Gordon Selfridge. Elle faisait partie de la riche famille Buckingham de Chicago et avait hérité d'une grande quantité de biens et de l'argent de ses ancêtres. Elle fut bien éduquée et avait déjà beaucoup voyagé lorsqu'elle rencontra Harry Selfridge à la fin des années 1880. Ils se marièrent ensuite et Rose vécu quelque temps avec Harry à Chicago en appréciant la compagnie de sa famille. Plus tard, ils déménagèrent à Londres, quand Harry construisit son nouveau magasin à Oxford Street. Son histoire a récemment été dépeinte dans la série télévisée Mr Selfridge.

## Jeunesse

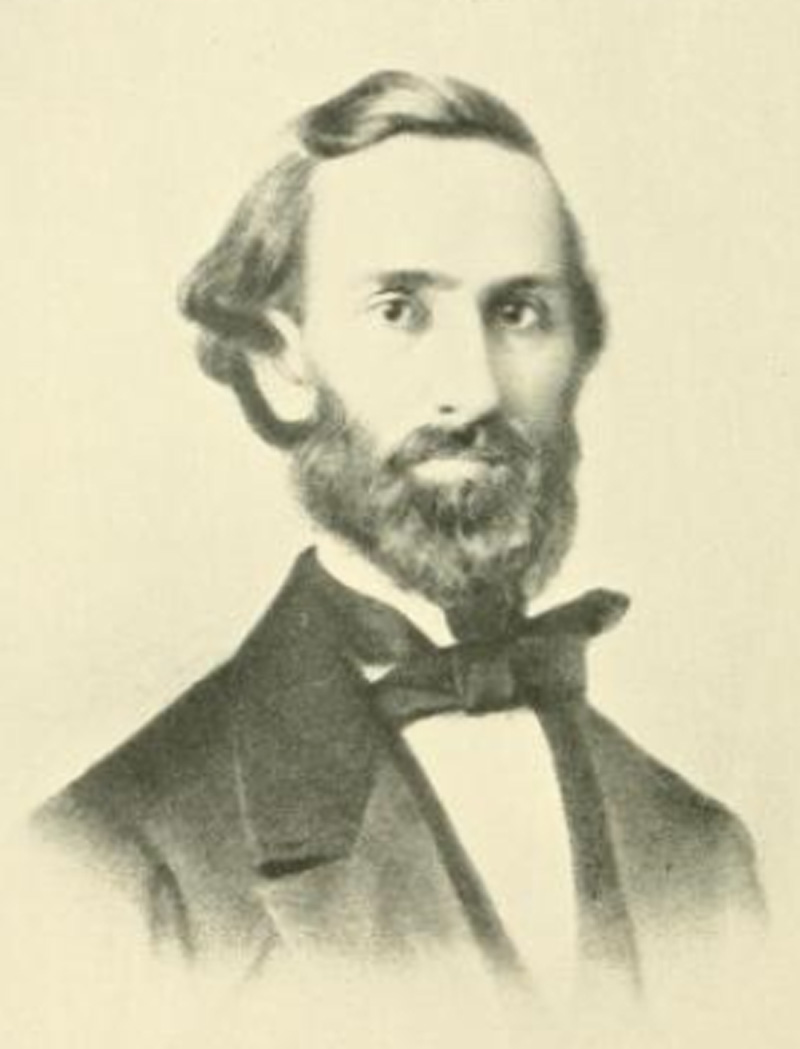
Benjamin Hale Buckingham, le père de Rose Selfridge.

Rosalie (Rose), Amelia Buckingham est né en 1860 à Chicago dans l'Illinois. Son père est Benjamin Hale Buckingham, et sa mère Martha Euretta Potwin. Son grand-père est Alvah Buckingham, fondateur du cabinet de Buckingham et Sturges. Cette entreprise a construit le premier silo à céréales de Chicago et a signé un contrat avec l'Illinois Central Railway pour gérer l'ensemble de leur grain de l'entreposage pendant dix ans. Benjamin le père de Rose, faisait partie de cette entreprise familiale. Malheureusement, il est mort en 1864 lorsque Rose n'avait que quatre ans.
Malgré la mort de son père, la famille de Rose a continué à bien vivre. Le recensement de 1870 montre que Rose, sa mère Martha et sa sœur Anna avaient chacune hérité d'une grande richesse comprenant à la fois des biens et de l'argent. Entre 13 et 19 ans, Rose a acquis une éducation en voyageant à travers l'Europe avec sa mère, étudiant les langues et la musique. Elle a déclaré être une harpiste très douée et a été décrite par un Chicago mondain dans les termes suivants :
« Rose Buckingham, appartenant à une famille distinguée, était aussi belle d'esprit que de corps. Je pense que lorsqu'elle se tenait à côté de la harpe, qu'elle joue à merveille, elle était une source d'inspiration pour ceux qui la voyaient. Très privilégiée dans la société, elle était généreuse en apportant sa compétence de la harpe à des fins de bienfaisance. Elle aimait son art et elle était toujours prête à aider les autres ».
Entre 24 et 28 ans, Rose a voyagé à travers l'Europe, la Russie et le Moyen-Orient avec plusieurs membres de la famille Buckingham . Elle semble avoir été sensible au sujet de son âge, comme dans certains de ses documents de voyage, elle soustrait jusqu'à six ans à partir de sa véritable date de naissance. Elle a rencontré Harry Selfridge lorsqu'elle avait près de 28 ans et l'épouse en 1890 à l'âge de 30 ans. Rose et Harry ont finalement eu cinq enfants, trois filles et deux garçons (dont l'un est mort alors qu'il était enfant).

## Vie à Chicago

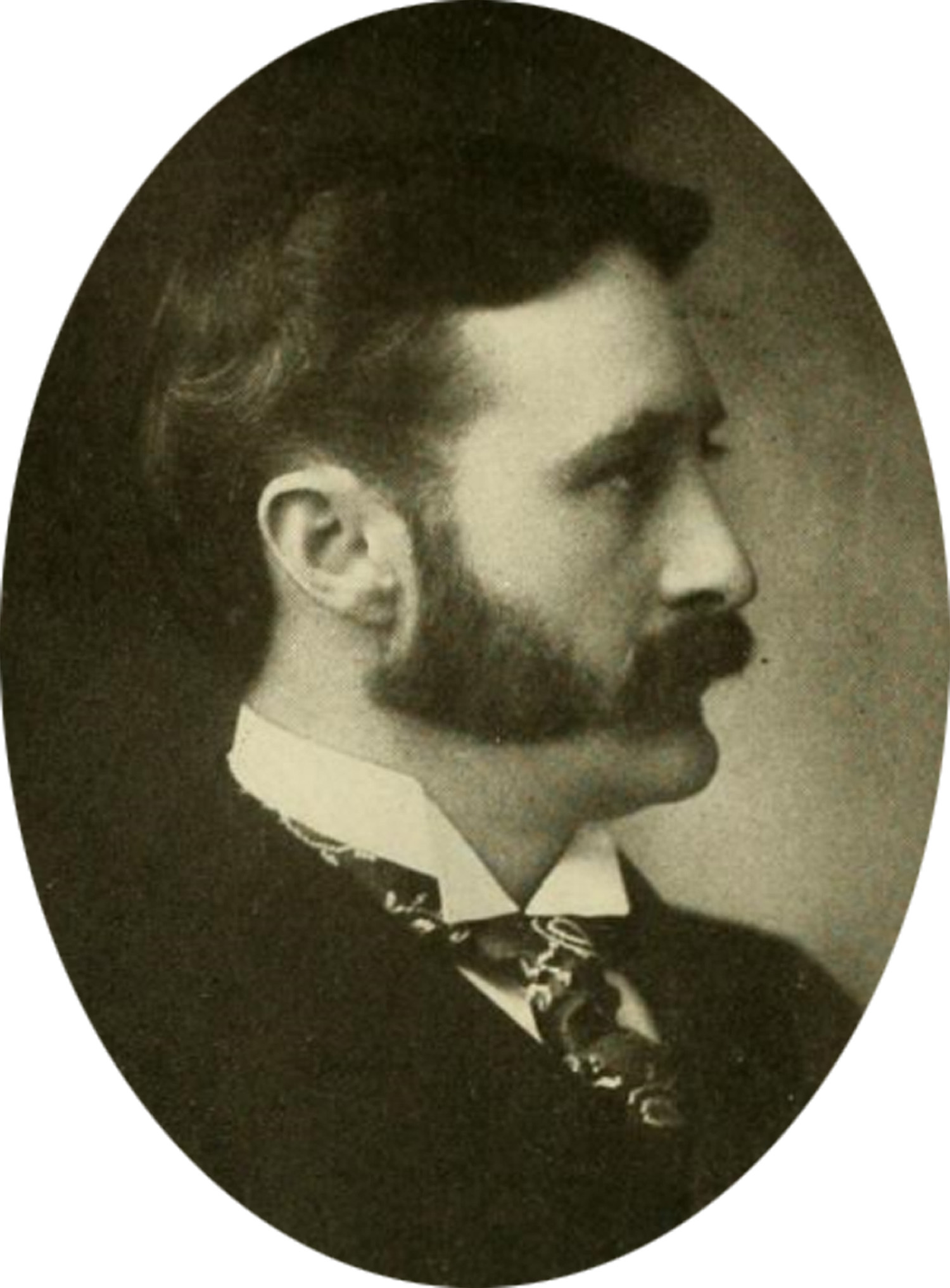
Harry Gordon Selfridge

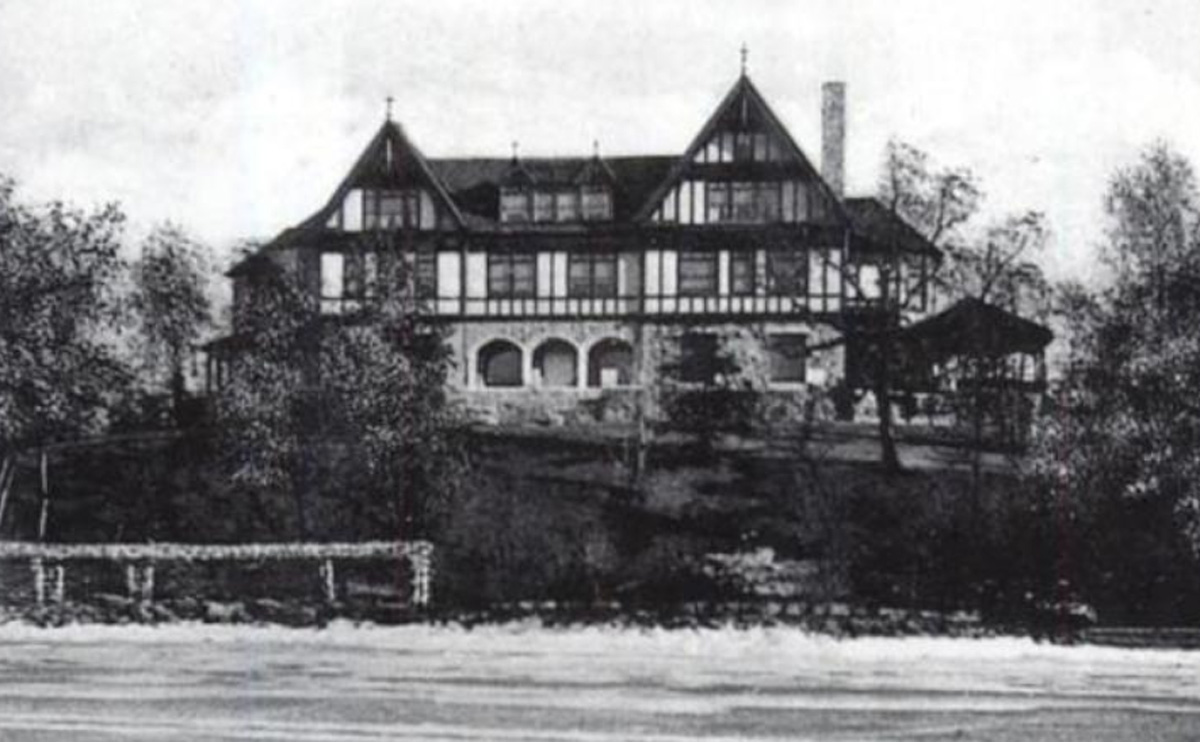
Harrose Hall, Lac de Genève, la maison de Harry et Rose Selfridge.

Après leur mariage, le couple a vécu pendant un certain temps avec la mère de Rose sur Rush Street, à Chicago. Ils ont ensuite déménagé dans leur propre maison sur la promenade Lake Shore dans le quartier de Streeterville. Les Selfridges ont également construit une imposante maison de maître appelée Harrose Hall dans le style Tudor à Lake Geneva, avec de grandes serres et de vastes roseraies. Au cours de la décennie suivante, le couple eut cinq enfants - Chandler né en 1891, mort peu après, Rosalie née en 1893, Violette en 1897, Gordon en 1900 et Béatrice en 1901. Tout au long de leur vie conjugale, la mère d'Harry, Lois, a vécu avec la famille.

## Vie en Angleterre

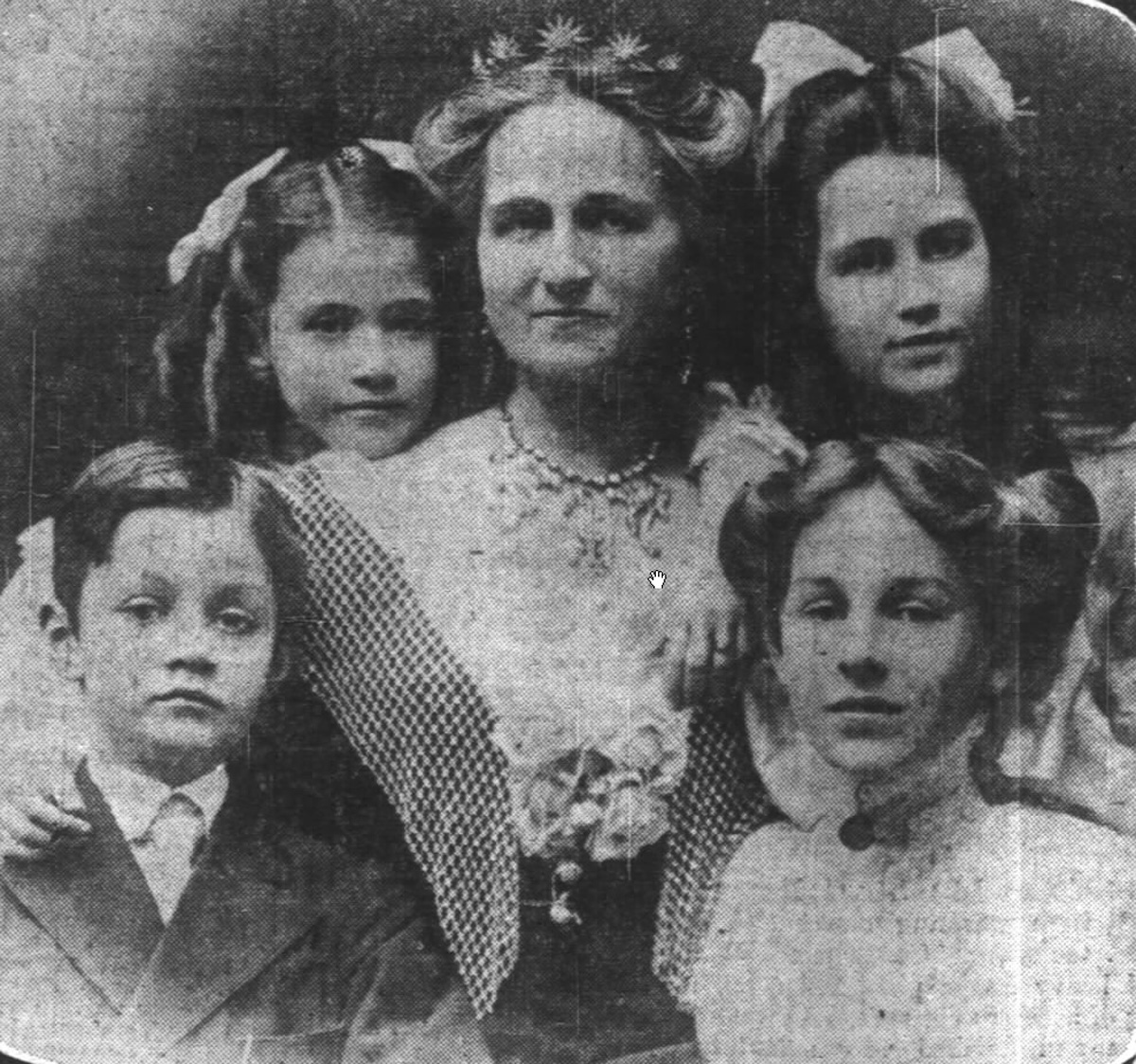
Rose Selfridge et sa famille. En haut: Béatrice, Rose (au centre) et Violette. En bas: Gordon et Rosalie.